# Musée d'Art et d'Histoire Romain Rolland
Le musée d'Art et d'Histoire Romain Rolland, à Clamecy, dans le département français de la Nièvre, a été fondé en 1876. Il est installé dans l'hôtel de Bellegarde, dans la maison natale de Romain Rolland, dans celle de son grand-père maternel et dans une extension contemporaine. Le fait qu'il se trouve en partie dans la maison natale de Romain Rolland lui a valu le label Maisons des Illustres.
Il est ouvert de 10 h à 12 h et de 14 h à 18 h. Il est fermé les dimanches, lundis et mardis du 1er octobre au 30 avril. Il est fermé les dimanches matin et mardis du 2 mai au 30 septembre. Il est aussi fermé du 1er janvier au 31 mars.

## Histoire
Le musée a été institué en 1876, à l'initiative de la mairie, dans une salle de l'hôtel de ville de Clamecy ; il a ouvert au public pour la première fois le 30 décembre 1876. Son premier directeur, le peintre Amédée Jullien (1819-1887), a constitué les premières collections de l'établissement en rassemblant essentiellement des tableaux, des objets de curiosité et des faïences anciennes. Après sa mort, le sculpteur Émile Boisseau (1842-1923) lui a succédé au poste de directeur en 1888.
En 1909, le musée a déménagé dans le nouvel hôtel de la caisse d'épargne de Clamecy, où le deuxième étage et une partie du troisième étage lui avaient été réservés.
En 1926, Victor Gautron du Coudray (1868-1957) est devenu directeur de l'établissement. Cet homme de lettres a donné une orientation régionaliste au musée, auquel il a offert des collections de monnaies, de géologie, de faïences, de livres...
En 1962, le musée a dû quitter la caisse d'épargne ; il s'est installé quelque temps après à l'ancien hôtel du duc de Bellegarde, datant du XVIIe siècle, où sa première salle a ouvert en 1967. Il s'est développé progressivement dans tout le bâtiment. Des mécènes ont offert des collections exceptionnelles : des souvenirs de Romain Rolland, un fonds d'affiches de Charles Loupot...
La municipalité de Clamecy a donné en 1988 à l'établissement le nom de musée d'Art et d'Histoire Romain Rolland (et non de musée Romain Rolland).
Pour agrandir le musée, la mairie de Clamecy a acquis en 1990 deux immeubles contigus à l'hôtel de Bellegarde : la maison natale de l'écrivain Romain Rolland et celle de son grand-père maternel Edme Courot. À partir de 1996, le musée a été entièrement rénové : une extension contemporaine a été édifiée devant l'hôtel de Bellegarde et les bâtiments acquis, qui ont été eux-mêmes adaptés à leur nouvel usage. En 2003 puis en 2005, les nouvelles salles du musée ont été successivement inaugurées.

## Collections
Le musée de Clamecy présente des collections très variées. Le visiteur découvre successivement : 
- une exposition temporaire régulièrement renouvelée ;
- des objets archéologiques gallo-romains provenant de Compierre et d'Entrains-sur-Nohain ; ceux d'époque mérovingienne, mis au jour à Brèves ; d'autres vestiges gallo-romains issus de Chevroches ;
- une collection de peintures du XVIe siècle au XXe siècle, des écoles françaises, hollandaises, italiennes ;
- des affiches de Charles Loupot ;
- des faïences de Clamecy, du XVIIIe siècle au XXIe siècle ;
- le fonds Romain Rolland ;
- des souvenirs de l'activité du flottage du bois à Clamecy.

## Description détaillée
L'extension contemporaine du musée, construite en 1997, abrite le hall d'accueil et les salles d'exposition temporaire.
Dans trois salles d'archéologie, attenantes à l'extension, mais situées dans les caves de l'hôtel de Bellegarde, sont exposés des objets mis au jour sur les sites gallo-romains d'Entrains-sur-Nohain et de Compierre, dans la nécropole mérovingienne de Corvol-l'Orgueilleux et dans celle de Brèves, qui a révélé de nombreux bijoux et des armes.
À l'étage se trouve la salle où sont présentés les vestiges gallo-romains découverts en 2001 et 2002 dans le village de Chevroches. Ces éléments sont propriété indivise de l'État et de la commune de Chevroches, qui les ont déposés au musée. La pièce principale de cet ensemble est la calotte zodiacale de Chevroches, instrument astrologique qui servait sans doute à un devin ambulant pour prédire l'avenir de ses clients.
À l'étage suivant s'ouvrent trois salles consacrées aux Beaux-Arts. La première renferme des tableaux du XVIe siècle au XVIIIe siècle, d'écoles françaises, hollandaises, italiennes... On y remarque en particulier une Annonciation de l'Albane, ayant fait partie des collections de Louis XIV ; une Nature morte à la carpe de Sébastien Stoskopff, un Berger de Jan Van Bijlert ; une Tête du Christ de Jean-François de Troy ; un Portrait de M. de Chénerilles, seule peinture connue du théoricien d'art Roger de Piles, originaire de Clamecy.
Dans la salle XIXe siècle, des tableaux et des sculptures reflètent les courants artistiques de cette période : néoclassicisme ; école de Barbizon avec des paysages de Donat Guillot... Un nom célèbre, celui d'Horace Vernet (avec une Tête de Turc), voisine avec ceux de peintres à la réputation plus locale, comme Adrien Guignet, Hector Hanoteau (avec Mon jardin en fleurs), et le premier directeur du musée, Amédée Jullien.
Dans la salle d'art contemporain sont notamment présentés certains des tableaux offerts en 1994 par le président de la République François Mitterrand, qui les avait reçus pendant ses septennats.
Au même niveau, la salle Charles Loupot rassemble le fonds le plus important de cet affichiste qui soit conservé dans une collection publique. Le musée de Clamecy le doit essentiellement à la générosité de la compagne de l'artiste, France Pier, originaire de Clamecy. Le parcours chronologique met en évidence l'évolution du style de Loupot et ses grandes périodes de création. Il débute avec les lithographies réalisées dans la deuxième moitié des années 1910 pour des magasins de mode suisses, se poursuit avec le retour de Loupot en France en 1923, illustré par les affiches pour les peintures Valentine, le thé Twining... Le travail de Loupot pour l'apéritif Saint-Raphaël est mis en valeur par les nombreux produits dérivés réalisés par l'artiste pour cette marque. Les dernières affiches, notamment celle pour L'Air Liquide, sont purement typographiques.
La salle des faïences, au dernier étage, abrite des céramiques de la première faïencerie de Clamecy : des assiettes et saladiers ornés d'élégantes du Directoire ou de l'Empire. La salle renferme surtout des pièces de la seconde manufacture, toujours en activité, fondée en 1918 par André Duquénelle et reprise en 1937 par Roger Colas. Les céramiques portent des décors typiques de Clamecy : jaune craquelé et noir ; cachemire, Clamecy à la rose... Des ateliers de décorateurs sont reconstitués. Le parcours se termine avec des collections de fèves de Clamecy.
La salle Romain Rolland retrace de grands moments de la vie de cet écrivain né à Clamecy en 1866, mort à Vézelay en 1944, prix Nobel de littérature de 1915. La famille de l'auteur est évoquée, ainsi que sa maison natale ; certaines de ses œuvres les plus importantes : Jean-Christophe, Colas Breugnon, Au-dessus de la mêlée, sont mises en valeur. Le mobilier de la chambre bureau de l'écrivain dans sa villa suisse de Villeneuve, où il reçut en 1931 la visite de Gandhi, est reconstitué. Un point audio permet d'entendre notamment la voix de Romain Rolland.
La salle du flottage du bois, installée sous la charpente de l'hôtel de Bellegarde, retrace cette activité qui a fait vivre un grand nombre de Clamecycois du XVIe à la fin du XIXe siècle. Le flottage consistait à approvisionner Paris en bois de chauffe, coupé dans les forêts du Morvan, assemblé à Clamecy en trains de bois, qui étaient conduits par deux flotteurs sur les cours d'eau, jusqu'à la capitale.
Le musée conserve aussi, parmi ses collections en réserve, des dessins de Théodore Caruelle d'Aligny et un ensemble de gravures de René Bonargent (1933-2009). 